# Milagres (Bahia)
Milagres é um município brasileiro do estado da Bahia. Localiza-se a uma latitude 12º52'12" sul e a uma longitude 39º51'32" oeste.

## Rodovias
Situa-se às margens da BR-116 e é entrecortada pela BA-046 que a liga com Amargosa e Iaçu.